# Lesió pulmonar associada al respirador
Una lesió pulmonar associada al respirador és una lesió pulmonar aguda que es desenvolupa durant la ventilació mecànica. Es denomina lesió pulmonar induïda pel respirador si es pot demostrar que la ventilació mecànica va causar la lesió pulmonar aguda. En canvi, es parla d'una lesió pulmonar associada al ventilador si no es pot provar la causa. Aquest terme és adequat en la majoria de les situacions, ja que és pràcticament impossible de demostrar el que realment va causar la lesió pulmonar a l'hospital (el respirador o la mateixa malaltia que ha ocasionat el seu ús).
Es considera generalment, basat en models animals i estudis humans, que el volutrauma és l'aspecte més perjudicial de la ventilació mecànica.